# Municipio Pedraza (Venezuela)
El Municipio Pedraza es uno de los 335 del país y uno de 12 municipios que forma una parte del Estado Barinas, en Venezuela se refiere de esa entidad federal. La parte norte del municipio se encuentra en  y la zona sur del municipio se extiende por los Llanos. Conocido como la Capital de los Llanos, Ríos y Montañas de Venezuela.

## Historia

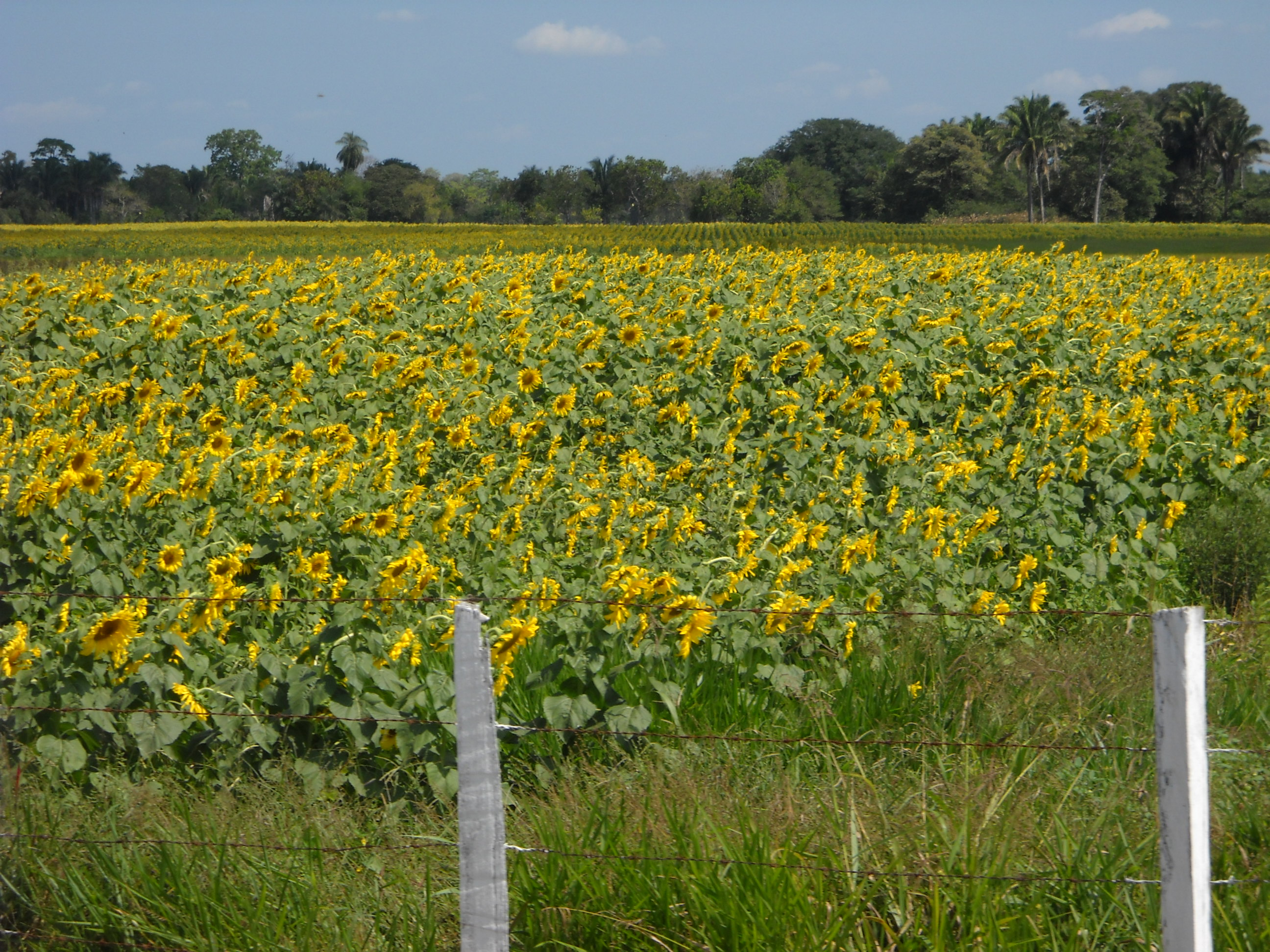
Siembra de Girasol, Vía Boca De Anaro, Pedraza, Edo Barinas

El Pueblo de "Nuestra Señora de Altagracia de Pedraza" fue fundado en las faldas o piedemonte andino venezolano, en el sitio conocido como Montañas de Santa Bárbara, probablemente el 20 de diciembre de 1591 por parte del Capitán Español  Gonzalo Piña Ludueña, acompañado por caballeros distinguidos y vecinos de Mérida y Barinas. Luego de nueve de existencia el rey de España, Felipe III les concedió el título de ciudad después de ser fundada a finales del siglo XVI. A los doce años de su fundación, en 1617, la ciudad fue convertida en cenizas ante un ataque salvaje y certero de los nativos de la nación Jirahara. Fue restablecida en el Valle de Los Mogotes en el año siguiente de su primera destrucción (1617). Treinta años más tarde la naturaleza volvió a destruir con fuego en 1647. Fue refundada bajo la denominación " Nuestra Señora de Altagracia de Pedraza Ticoporo" en 1649 en el lugar conocido como Palmasola, permaneció en el lugar hasta por cerca de trece años. Se quemó de la ciudadela y la presencia de la peste forzó a sus habitantes a desplazarse al sitio de Pintaderas en 1662. En Pintataderas se estableció por 50 años, hasta que las continuas pestes entre la población y la baja fertilidad de los suelos provocó una nueva mudanza de Pedraza en 1712 por cuarta ocasión esta vez hacia un lugar llamado Tampacal, localizado entre las corrientes del La Miricacoy y Los Negros. En Tampacal donde estuvo por 70 años debido a la persistencia de la peste se recomendó una quinta mudanza hacia su localización actual en la orilla derecha del río Canaguá. 
Los archivos de la ciudad de Pedraza fueron destruidos durante la Independencia (1811-1823). De acuerdo con la Ley del 2 de diciembre de 1864, la legislatura Municipal de la Provincia del Estado de Zamora (actualmente estado Barinas) se resolvió, a petición de la municipalidad del Distrito Pedraza, renombrarlo de "Nuestra Señora de Altagracia de Pedraza Ticoporo" por Ciudad Bolivia seguramente como honor a la memoria de Simón Bolívar, que fue un acuerdo de varias ciudades de América para reconocer al Libertador en su centenario o, tal vez, por honor a la República de Bolivia, la hija favorita del Padre de la nación.

## Geografía
Este Municipio se encuentra ubicado en la parte oeste del Estado Barinas.

### Población y territorio
Según la proyección poblacional al 31 de julio de 2013, con base en el XIV Censo de Población y Vivienda realizado en el 2011 por el Instituto Nacional de Estadística (INE), el Municipio Pedraza cuenta con una población total de 72.373 habitantes, lo que representa el 8,5% de la población total del Estado Barinas, y posee una superficie de 6.693 km². Población masculina: 37.706 (52,1%) y población femenina: 34.667 (47.9%)

## División político territorial
El Municipio Pedraza del Estado Barinas se divide político territorialmente en cuatro (4) parroquias:
- Parroquia Ciudad Bolivia, capital Ciudad Bolivia, con una población de 70.000 habitantes.
- Parroquia José Antonio Páez, capital San Rafael de Canaguá, con una población de 10.118 habitantes.
- Parroquia Ignacio Briceño, capital Maporal, con una población de 7.759 habitantes.
- Parroquia José Félix Ribas, capital Curbati, con una población de 7.568 habitantes.

Datos poblacionales según proyección al 31 de julio de 2013, con base en el XIV Censo de Población y Vivienda del año 2011 del Instituto Nacional de Estadísticas (INE).

## Límites
- NORTE: con el Estado Mérida y el Municipio Bolívar del Estado Barinas.
- SUR: con el Estado Apure.
- ESTE: con el Municipio Barinas.
- OESTE: con el Municipio Antonio José de Sucre.

## Relieve
Posee una parte de piedemonte por el Norte y por debajo de la Troncal 5, está caracterizado por Llanos Altos.

### Clima
Temperatura media de 27 °C

### Hidrografía
- Río Curbati: proviene de las montañas del Escaguey, recibe las aguas de las Palmas y desemboca en el Río Paguey, sus aguas discurren por la Parroquia José Félix Rivas.
- Río Canaguá: benefactor de la historia de Pedraza. Nace de las vertientes del Canaguá y Santa Gertrudis, la primera sale de la laguna La Canda y la segunda de un manantial de la Sierra del Santo Domingo, desembocando luego al Apure, atraviesa las Parroquias Ciudad Bolivia y Páez.
- Río La Acequia: tiene su nacimiento en la Sierra Nevada. desciende a caudal violento y serpenteante por la escarpara montaña, pasando muy cerca de la población de San Rafael de Catalina, en la Parroquia Ciudad Bolivia, del Municipio Pedraza; en su descenso se le unen los ríos Simigui, o Cimigui, y San Rafael en el sitio conocido con la denominación de Las Bocas. Desde ese punto geográfico continúa su marcha hacia el sur, recorre paralelo a las poblaciones de Pintaderas, El Tesoro y Palmasola de la misma parroquia. Después que sus aguas rebasan éstas localidades rurales divide su cauce formando el río Ticoporo antes de llegar al caserío El Banquito. Su otro curso prosigue su rumbo virando hacia el suroeste hasta que establece contacto con las aguas del río Suripá, antes del sitio que ocupa el puerto pesquero de Anaro.
- Río Ticoporo: este curso de agua dulce luego de cruzar su antiguo cauce en las cercanías de la localidad. de El Banquito, cambia de rumbo hacia la derecha y retoma la dirección que describía antes de dividirse y se enrumba al suroeste atravesando los llanos bajos del municipio Pedraza con un modesto volumen de agua en su cauce hasta unirse con el caudalos riachuelo conocido por los lugareños con el nombre de Las Guacharacas. Este río cambia nuevamente de rumbo al girar hacia el suroeste para unir sus aguas con el río Suripá, el que posteriormente desemboca en el caudaloso río Apure.

## Flora
Extensas llanuras, esteros, palmerales, bosques tropicales y de galería, matorrales y mastrantales.

## Fauna
El Municipio cuenta con variedad de garzas, gallitos de agua, patos, alcaravanes, gallinetas y garzones. Igualmente jaguares, cunaguaros. pumas, perros de monte, zorros, guaches, monos araguatos, mapurites, picures, lapas, perezas, osos, chácharos, cachicamos, ardillas, conejos, venados, chigüires y dantas.
Fauna Piscícola, se considera una de las más ricas en especies del país, tenemos, el bagre rayado y dorado, el blanco pobre, cajaro, sierra, manta, pavón, cachama, coporo, palometa, caribe, sardinata, dorada, raya, tuso, mije, pavón de escamas, viejita, guaro, chorrosco, sardina, tumanie, entre otros.

## Emisoras de Radio
- Radio Activa 104.3 FM WWW.ACTIVAPEDRAZA.NET
- Superior 96.5 FM
- La Voz del Pueblo 97.7 FM
- Preferida 94.3 FM

## Televisoras
- Activa TV: Canal 34 en Telecable Pedraza

## Cultura
Recursos Culturales
1. Centro Artesanal Cataure: es una cooperativa Comunal de Artesanos, ubicado en la carretera nacional, en el cruce hacia la comunidad de El Tesoro, su presidente Mariano Arismendi conocido como "El Artista del Monté', sirve como punto de referencia de un nutrido grupo de artesanos, realizan cursos de formación de nuevos artesanos, promueven actividades culturales y recreativas.
2. Sala de Exposición Permanente "Ali Primera": Calle 2 casa No 6 - 47 El Tesoro Ciudad Bolivia, esta sala de exposición permanente, funciona en las de habitación del artista popular Mariano Arismendi, la cual forma parte de un paquete turístico que trae turistas internacionales, para así observar la extensa colección de pinturas realizadas con materiales orgánicos como: tintas de flores, semillas, piedras, hojas, maderas, resinas, arcilla, etc.

### Patrimonio arqueológico
El Municipio Pedraza cuenta con dos importantes zonas arqueológicas, una ubicada en el piedemonte, donde se encuentran numerosos petroglifos o grabados sobre rocas en bajo relieve, con surcos de 1 a 2 cm de profundidad por 2 a 3 cm de ancho, localizados en su mayoría en las márgenes de los ríos que circundan esta geografía; la otra zona comprendida por montículos y calzadas, construidos con greda amarillo- rojizo y lodo de los esteros. Según los estudiosos estos vestigios arqueológicos fueron realizados por los indios Arawuacos.

### Zona arqueológica de petroglifos
• Zona alta del Río Curbati:
En la Parroquia José Félix Rivas, se encuentra un sector rico en arqueología, con variedad de petroglifos, representados en figuras de bajo relieve las cuales están clasificadas en antropomorfas, zoomorfas, geométricas y abstractas.
• Cano de Oso: Situado en el sector La Acequia a 20 km de la troncal 5, vía Palma Sola. Se encuentran restos arqueológicos y se observan numerosas rocas grabadas.
• Montículos o Cerritos: Son construcciones de tierra en forma de cerrito. cuya altura oscila desde 1 a l7 m. Estos montículos en opinión de los investigadores. pudieron haber sido utilizados como templos o como refugio, en tiempo de inundación o como mirador para prevenir peligros. En la jurisdicción del Municipio Pedraza y zonas adyacentes. se han ubicado los siguientes montículos
• A 35 km de distancia de Ciudad Bolivia, en dirección a Boca de Anaro, tomando la carretera hacia la población de Maporal del Municipio Pedraza y Palmarito del Estado Apure.
• Entre Mijagua y Montana de Concha, en las sabanas del fundo El Desvelo en Ciudad Bolivia.
• Costa del Río Ticoporo, entre El Tesoro y Ciudad Bolivia.
• En las Sabanas del Hato La Calzada Páez. San Rafael de Canaguá, Parroquia Páez.
• Finca El Cedral, vía Boca de Anaro, San Antonio, Montana de Concha. Ciudad Bolivia.
• Finca El Corozal, vía Boca de Anaro, Entrada de Concha, sector Mijagua. Ciudad Bolivia.
• Finca Los Cerritos, entre Cano El Burro y Quebrada Meri Cacoy, Banco El Jobo y El Tesoro. Ciudad Bolivia.

## Gastronomía
Comidas Típicas, carne asada, picadillo de carne seca y fresca, hervidos de carne de res, aves y pescados, diferentes tipos de queso, de mano, llanero, de matera, queso de búfala, queso de chivo, requesón, sueros, cuajadas, natillas, bebidas típicas, chicha, agua de panela, guarapita, jugos de frutas típicas de la región.

## Festividades
• Fiestas en honor a Santo Domingo de Guzmán: se realiza del 26 de julio al 8 de agosto en la Parroquia Ciudad Bolivia. Se efectúan misas en honor al santo patrono. Estas fiestas se amenizan con juegos típicos populares palo encebado, carrera de sacos, huevo aparado, carrera de caballos etc. También se realizan los tradicionales toros coleados, y presentación de músicos de la canta criolla
• Festival Folclórico "Coporo de Oro": realizado en el mes de diciembre.
• Veneración al Santo Negro de Palermo: realizada el 27 y 28 de diciembre, veneran al Santo Negro de Palermo, realizan encuentros de devotos de San Benito, con grupos de danzas, violín, etc.

## Economía: Instituciones Públicas y Privadas
La economía en el municipio Pedraza gira en torno a la producción ganadera y agrícola, gran parte del movimiento económico diario que allí se produce es proveniente de esa área, sin embargo también hay instituciones tanto públicas como privadas que aportan incentivo y generan ingresos económicos a parte de la población pedraceña.
 Publicas 
Alcaldía del Municipio Pedraza. 

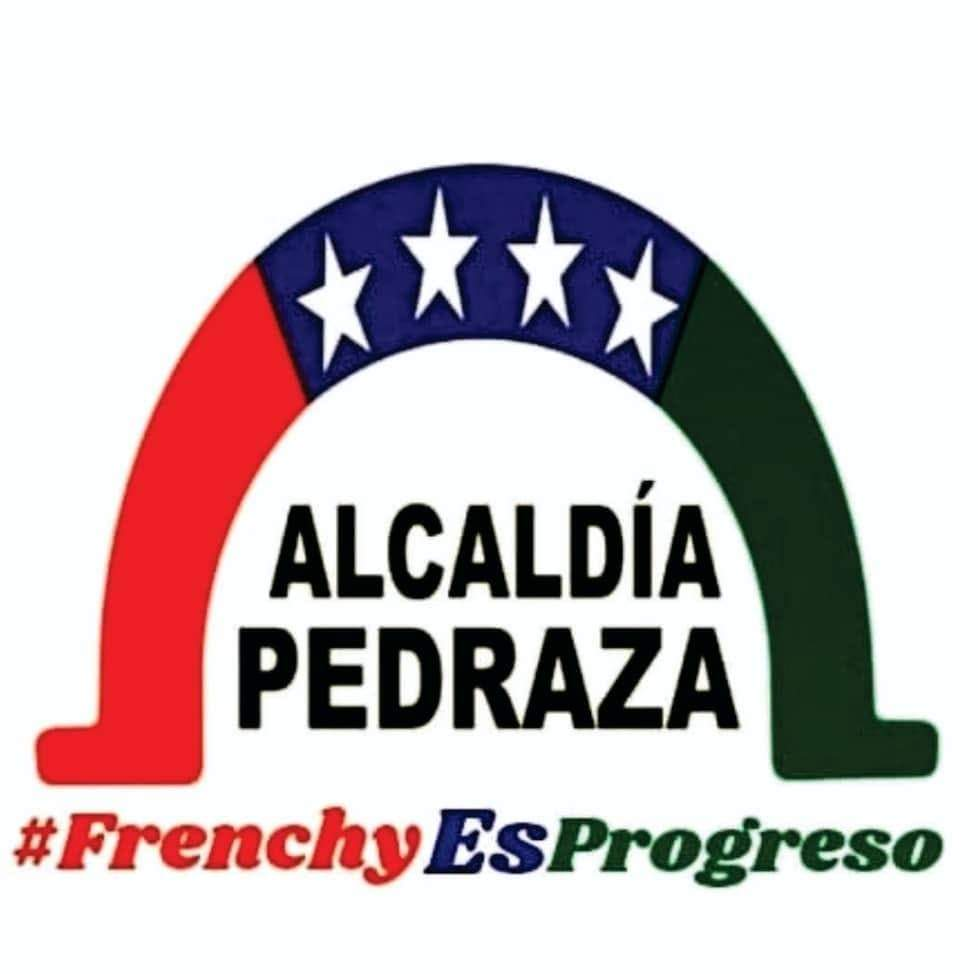
Logo Alcaldía.

Es la corporación que mayor fuente de empleo generada en el municipio, es la entidad publica municipal con mayor cantidad de empleados en el municipio Pedraza.
Dirección Avenida 5ta, Esquina con calle 7, frente a la plaza bolívar.
2021.
Historia
El municipio Pedraza, al ser constituido como Municipio a partir del año 1990 elige a su primera autoridad civil (Alcalde), en ese lapso de tiempo elige dos alcaldes y para el año 1999 se aprueba la reforma constitucional en Venezuela y a partir de allí han sido electos tres alcalde por medio del voto directo y secreto, para en la actualidad haber Sido electo Cinco alcaldes por medio de sufragio y elección popular.
La Alcaldía del Municipio Pedraza es el ente del poder ejecutivo municipal, encargada de ejecutar todo lo relacionado con el presupuesto municipal aprobado de forma anual para el municipio.
Alcaldes Electos
 Ver Alcaldes
Alcalde Actual: Jessica Lalama
 Consejo Municipal del Municipio Pedraza. 

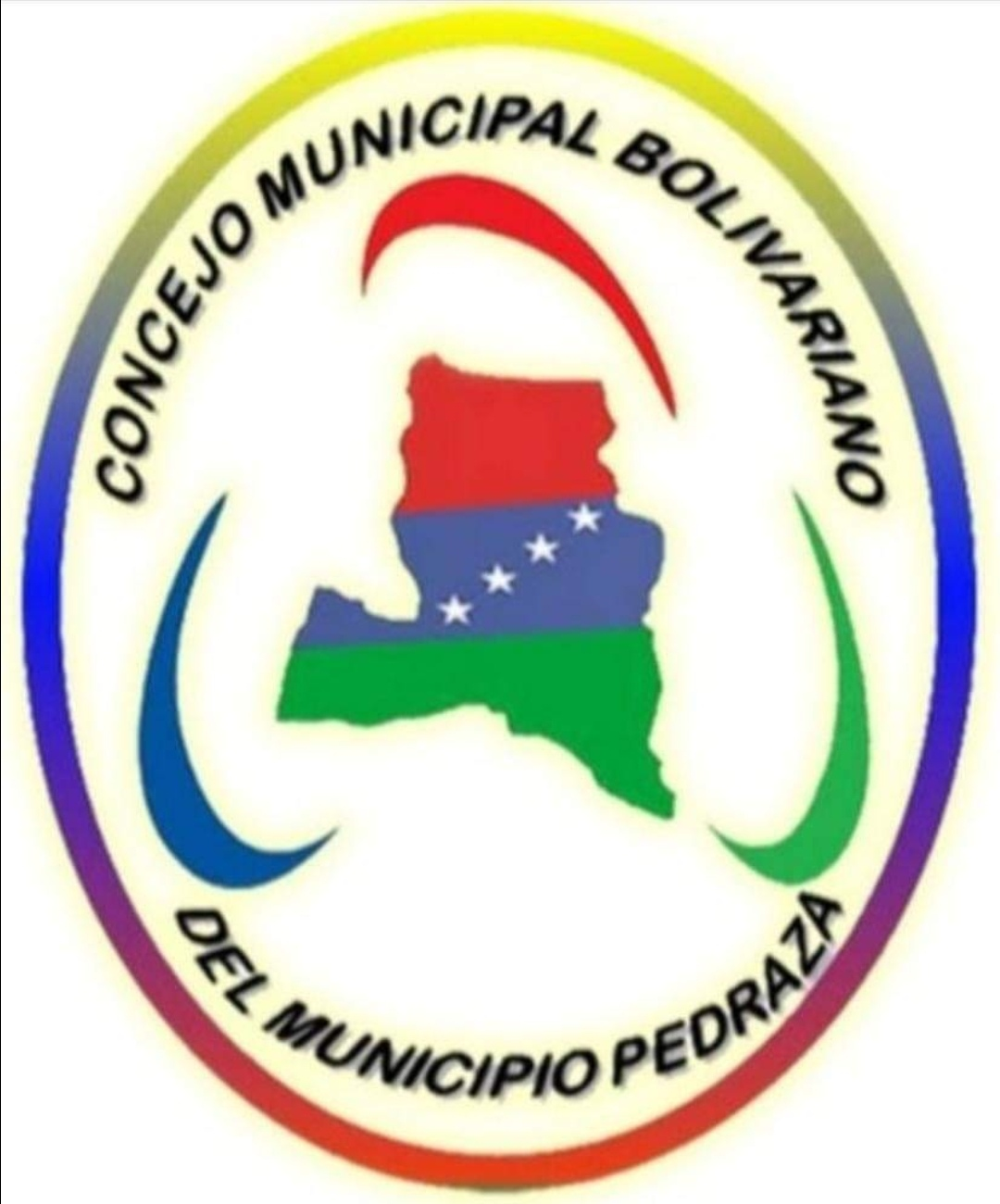
Logo del Consejo Municipal

El Consejo Municipal del Municipio Pedraza es el ente del poder ejecutivo legislativo dentro del municipio, teniendo como principal función la creación de ordenanza que permiten la armonización en la ciudadanía, el Poder Ejecutivo en conjunto al Poder Ejecutivo son los encargados dentro del municipio de manejar los recursos aprobados para una justa ejecución del presupuesto anual.
Presidente del Consejo Actual: Antonieta Laborda. 
Dirección: Vía Mijaguas, diagonal a la manga de coleo, sector Simón Bolívar el estadio, parroquia Ciudad Bolivia.
Concejales Electos
 Ver Concejales

 Servicio Autónomo de Administración Tributaria Municipal - SEAMAT.

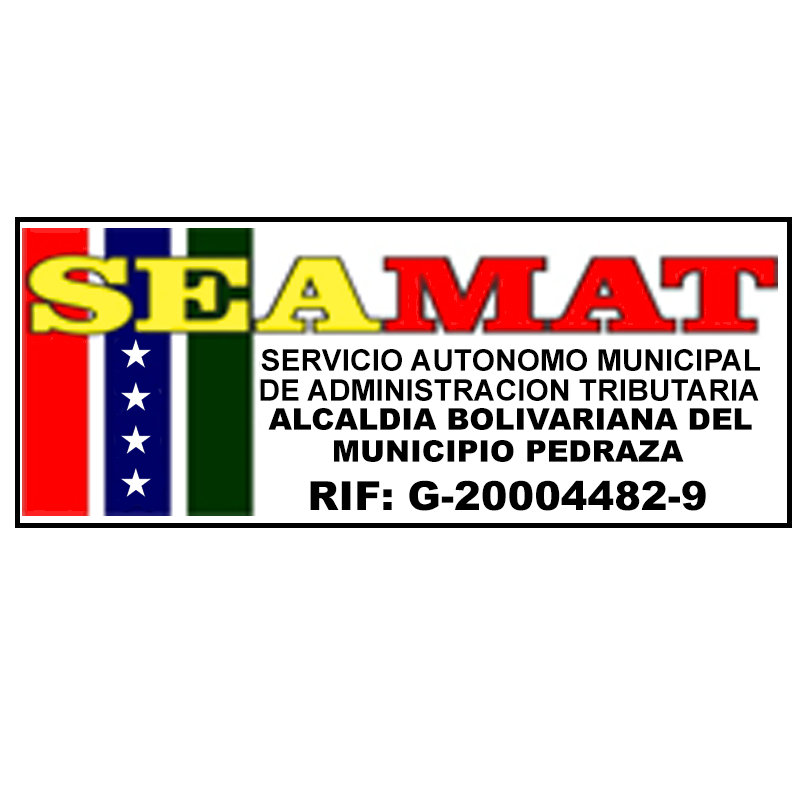
Logo del Servicio Autonomo de Administracion Tributaria Municipal - Seamat

El Servicio Autónomo de Administración Tributaria o como es conocido SEAMAT, es un servicio Autónomo de la Alcaldía del Municipio Pedraza, es el ente encargado de la recaudación de impuestos municipales, de los cuales es el encargado de la Recaudación Fiscal dentro del Municipio y dichos recursos son administrados por el Ejecutivo Municipal representado por el Alcalde Electo.
Superintendente Actual: Luis Ontiveros.

| Inicio Periodo       | Culminación Periodo      | Superintendente          |
| -------------------- | ------------------------ | ------------------------ |
| 3 Abril del 2023     | 31 de Julio del 2025     | Luis Humberto Ontiveros  |
| 1 Diciembre del 2021 | 31 Marzo del 2023        | Carlos Argenis Torrealba |
|                      | 30 de Noviembre del 2021 | Ivan Marquez             |
Dirección: Vía mijaguas, frente a la manga de coleo, sector Simón Bolívar, parroquia Ciudad Bolivia.

 Instituto Municipal del Deporte. 

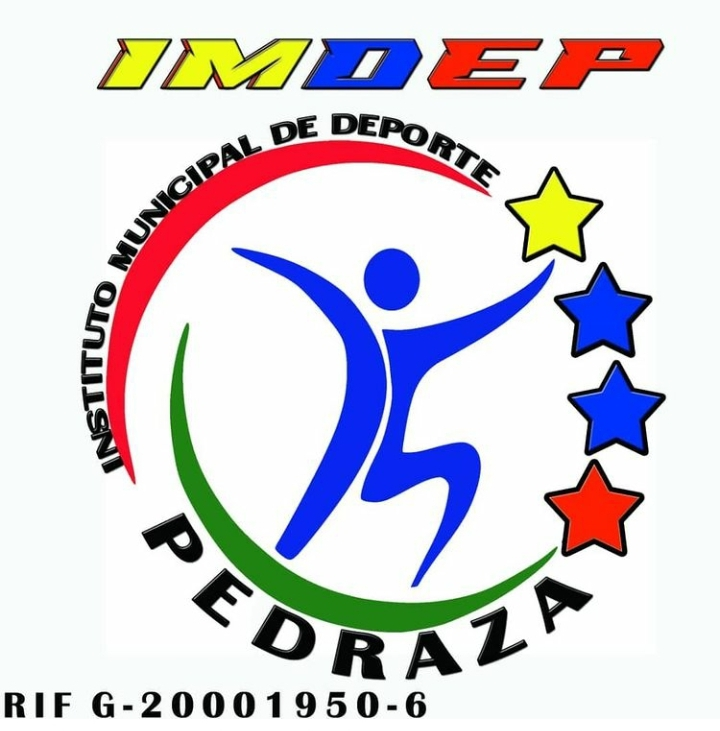
Logo del IMDEP.

El Instituto Autónoma Municipal del Deporte, es una ente dependiente de la Alcaldía del Municipio Pedraza, la cual posee personalidad jurídica propia, es la encargada de gestionar todas las actividades deportivas en el municipio, administra Estadio Municipal de Fútbol y el Estadio Municipal de Béisbol y Softball, Gimnasio Cubierto, dónde realiza sus operaciones administrativas de dicho instituto y dónde realiza atención el director en cargo.
Director Actual: José Enrique Quintero Jaimes.

| Inicio Periodo       | Culminación Periodo      | Presidente                   |
| -------------------- | ------------------------ | ---------------------------- |
| 1 Diciembre del 2021 | 31 de Julio del 2025     | José Enrique Quintero Jaimes |
|                      | 30 de Noviembre del 2021 | Julio Vivas                  |
Dirección: Instalaciones del gimnasio cubierto, sector el estadio, parroquia Ciudad bolivia.

 Registro Público con Funciones Notariales de los Municipios Pedraza y Sucre del Estado Barinas. 

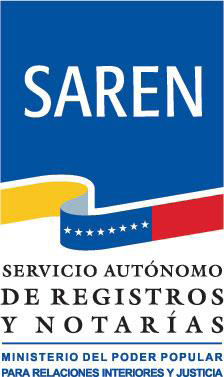
Logo Saren.

Es un ente publico que pertenece al sistema nacional de registros y notarias, su principal funcion es la de permitir la realización de registro y notaria de bienes mueble dentro y fuera del municipio, ya que este registro se encarga de organizar todo lo relacionado a documentos publicos y privados dentro de los municipios Pedraza y sucre.
Las principales funciones de esta institución de carácter publico es de llevar el control de los bienes muebles e inmuebles existentes dentro del municipios Pedraza y Antonio Jose de Sucre en el Estado Barinas, cumpliendo sus funciones como registro y notaria.
Registrador Actual: Abog. Antonio Camejo.
Dirección:  en la Avenida 4ta. Esquina con calle 12, segundo piso.

 Privadas 

- APROAPE - Asociación de Productores Agropecuarios del Municipio Pedraza.

La Asociación de Productores Agropecuarios del Municipio Pedraza, conocida por sus siglas APROAPE, es un ente privado de índole Gremialista que agrupe a los productores (ganaderos, agricultores, empresarios) del municipio.
Este asociación se encarga de asociar a los productores de la zona con la intención de mantener una correlación gremialista entre sus miembros y al mismo tiempo servir de apoyo a los productores de la zona, también organizan actividades de tipo agroindustria (ferias, eventos de exhibición ganadera y bufalina) para proyectar las bondades productivas que tiene este municipio que su principal medio de producción es la ganadería y agricultura. 
Desde su creación se han realizado diversos eventos para resaltar el potencial ganadero y agrícola que posee el municipio, agrupando a diversas personas presentando los productos que producen en sus medios de producción, para así incentivar la inversión interna y externa del municipio, también de esta manera permitiendo a las personas que habitan el municipio puedan aprender de todo lo relacionado con el agro y la producción agropecuaria en Venezuela, allí se han realizado actividades para que los niños y adultos tengan contacto directos con los animales y sus propietarios presentan en sus diversas razas animales, bovinos y bufalinos utilizados en sus unidades de producción para generar el crecimiento del municipio y abastecer al pais de diversos productos como carne, queso, leche y muchos productos derivados de la producción agropecuaria en el municipio. los eventos que allí se han organizado se realizan para proyectar al municipio y al mismo tiempo para que las personas vecinas tengan la oportunidad de ir a compartir con familiares y amigos.

Dirección
Parque de Exposiciones Agropecuaria, Reinaldo "NAPO", Molina - APROAPE, sector Simón Bolívar, Parroquia Ciudad Bolivia, Municipio Pedraza.
Historia
Esta asociación fue fundada el 11 de julio de 1971, en la sede del salón de sesiones del consejo municipal, frente a la plaza Bolívar, en esta primera se escoge el nombre de: Asociación de Ganaderos del Distrito Pedraza, quedando protocolizado en los libro del Registro Inmobiliario de los Municipio Pedraza y Sucre Bajo el N°138, esta protocolización se realiza el 26 de agosto de 1971; Posterior a eso 
se le cambia el nombre de: Asociación de Productores del Municipio Pedraza en Asamblea Extraordinaria de fecha 18 de noviembre de 1990,  quedando protocolizado en los libro del Registro Inmobiliario de los Municipio Pedraza y Sucre Bajo el N°36 e, en fecha 5 de mayo de 1995.
- Ciudad Bolivia, 26 de agosto de 1971. Registrada bajo el N° 138, del Protocolo Primero Adicional. Tercer Trimestre. Oficina Subalterna del Registro del Distrito Pedraza.
- Ciudad Bolivia, 05 de mayo de 1995. Registrada bajo el N° 36, del Protocolo Primero Adicional. Segundo Trimestre. Oficina Subalterna de Registro de los Municipio Autónomos Pedraza y Sucre del Estado Barinas.
- Ciudad Bolivia, 05 de mayo de 1995. Registrada bajo el N° 37, del Tomo 1, Protocolo Primero Adicional. Segundo Trimestre. Oficina Subalterna de Registro de los Municipio Autónomos Pedraza y Sucre del Estado Barinas.
- Ciudad Bolivia, 22 de julio del 2002. Registrada bajo el N° 11, del Tomo 2Protocolo Primero Adicional. Tercer Trimestre. Oficina Subalterna de Registro de los Municipio Autónomos Pedraza y Sucre del Estado Barinas.
- Ciudad Bolivia, 23 de agosto del 2013. Registrada bajo el N° 35, del Tomo 19, Protocolo Primero Adicional. Segundo Trimestre. Oficina de Registro Publico de los Municipios Autónomos Pedraza y Sucre del Estado Barinas.

Juntas Directivas

 En los últimos año la APROAPE viene organizando diversas ferias de Nacional para proyectar las bondades del Municipio Pedraza y vincular al sector productivo del pais como lo son los productores agropecuarios con los distintos entes de gobierno nacional, regional y municipal, para de esta manera poder presentar sus productos tanto a empresas, expositores como publico en general y de esta manera ser un medio de incentivo para la producción nacional en Venezuela.
Entre las principales actividades realizadas se pueden mencionar la III Exposición Agroindustrial Pedraza 2023,  IV Feria Ganadera Agroindustrial Pedraza y la Feria Agroindustrial Bufalina Pedraza 2024, todo esto para incentivar la inversión en el agro y en el Municipio Pedraza.

| Periodo   | Cargo                                                        | Nombres y Apellido            |
| --------- | ------------------------------------------------------------ | ----------------------------- |
| 2023-2025 | Presidente                                                   | Sergio Reinaldo Espinoza Mora |
| 2023-2025 | Vice Presidente                                              | Javier Espinoza               |
| 2023-2025 | Secretaria                                                   | María Rodríguez               |
| 2023-2025 | Director de Finanzas                                         | José Leonardo Arias Rubio     |
| 2023-2025 | Director de Ganadería                                        | Gerardo Cecconello            |
| 2023-2025 | Director de Asuntos Agrícolas                                | Rafael Contreras              |
| 2023-2025 | Director de Vialidad Agrícola                                | José Vicente Florida Molina   |
| 2023-2025 | Director de Seguridad y Defensa de la Propiedad Agropecuaria | Cruz Leonel Pinto García      |
| 2023-2025 | Director de Cultura y Desarrollo Agropecuario                | Sergio José Espinoza Mora     |
| 2023-2025 | Directores Suplentes                                         | Juan Vicente Contreras Molina |
| 2023-2025 | Directores Suplentes                                         | Humberto Molina               |
| 2023-2025 | Directores Suplentes                                         | María Teresa Molina Veliz     |
| 2023-2025 | Tribunal Disciplinario                                       | Tania Molina Colmenares       |
| 2023-2025 | Tribunal Disciplinario                                       | Ángel Diaz Guedez             |
| 2023-2025 | Tribunal Disciplinario                                       | Marisela Mora                 |

| Periodo | Cargo                                                        | Nombres y Apellido            |
| ------- | ------------------------------------------------------------ | ----------------------------- |
| 2013    | Presidente                                                   | Ramon Gil                     |
| 2013    | Vice Presidente                                              | María Sofia Ruiz de Molina    |
| 2013    | Secretario                                                   | Carlos Argenis Torrealba      |
| 2013    | Director de Finanzas                                         | Ángel Ignacio Diaz Rodríguez  |
| 2013    | Director de Asuntos Agropecuarios                            | Sergio Reinaldo Espinoza Mora |
| 2013    | Director de Asuntos Agrícolas                                | Jairo Fernández               |
| 2013    | Director de Vialidad Agrícola                                | Javier Espinoza               |
| 2013    | Director de Seguridad y Defensa de la Propiedad Agropecuaria | Oscar Morales                 |
| 2013    | Director de Cultura y Desarrollo Agropecuario                | Jesús Diaz                    |
| 2013    | Directores Suplentes                                         | Gerardo Cecconello            |
| 2013    | Directores Suplentes                                         | Doris Pérez                   |
| 2013    | Directores Suplentes                                         | Daniel Márquez                |
| 2013    | Tribunal Disciplinario                                       | Ángel Custodio Santamaria     |
| 2013    | Tribunal Disciplinario                                       | Reinaldo José Molina Vega     |
| 2013    | Tribunal Disciplinario                                       | Marisela Mora                 |

| Periodo | Cargo                                                        | Nombres y Apellido                 |
| ------- | ------------------------------------------------------------ | ---------------------------------- |
| 2002    | Presidente                                                   | Reinaldo José Molina Vega          |
| 2002    | Vice Presidente                                              | Manuel Ramon Diaz Rodríguez        |
| 2002    | Director de Finanzas                                         | José Vicente Molina Vega           |
| 2002    | Secretaria                                                   | Marina Veliz                       |
| 2002    | Director de Asuntos Agropecuarios                            | Pablo María Jiménez                |
| 2002    | Director de Asuntos Agrícolas                                | Ezequiel de Jesús Torrealba Méndez |
| 2002    | Director de Vialidad Agrícola                                | Raúl Vega                          |
| 2002    | Director de Seguridad y Defensa de la Propiedad Agropecuaria | Ángel Custodio Santamaria          |
| 2002    | Director de Cultura y Desarrollo Agropecuario                | Consuelo Chacón                    |
| 2002    | Directores Suplentes                                         | Vicente Florida                    |
| 2002    | Directores Suplentes                                         | Ricardo Araujo                     |
| 2002    | Directores Suplentes                                         | Marcelino Diaz                     |
| 2002    | Tribunal Disciplinario                                       | Víctor Manuel Heredia Concha       |
| 2002    | Tribunal Disciplinario                                       | José Pérez Zambrano                |
| 2002    | Tribunal Disciplinario                                       | Rafael María Vega Tapia            |

| Periodo | Cargo                   | Nombres y Apellido                 |
| ------- | ----------------------- | ---------------------------------- |
| 1995    | Presidente              | Víctor Manuel Heredia Concha       |
| 1995    | Primer Vice Presidente  | Manuel Ramon Diaz Rodríguez        |
| 1995    | Segundo Vice Presidente | Francisco Antonio Torrealba Méndez |
| 1995    | Secretario              | Corcino Andrés Diaz Rodríguez      |
| 1995    | Tesorero                | Rafael Jiménez Valero              |
| 1995    | vocales                 | Ricardo Colmenares                 |
| 1995    | vocales                 | Neptalí Molina Vega                |
| 1995    | vocales                 | Antonio Sosa                       |
| 1995    | vocales                 | Atilio Urdaneta                    |

| Periodo | Cargo                   | Nombres y Apellido          |
| ------- | ----------------------- | --------------------------- |
| 1971    | Presidente              | Juan Vicente Contreras Vega |
| 1971    | Primer Vice Presidente  | Juan de Jesús Gómez Gómez   |
| 1971    | Segundo Vice Presidente | Ramon Dávila                |
| 1971    | Secretario              | Humberto Molina Vega        |
| 1971    | Tesorero                | Rafael Maria Aponte         |
| 1971    | vocales                 | Víctor Gracias              |
| 1971    | vocales                 | Medardo Rodríguez           |
| 1971    | vocales                 | Sergio Espinoza             |
| 1971    | vocales                 | Juan Antonio Ocaña          |

Empresas
- Agrollano, C.A.
- Importadora Maninu, C.A. ( BOGO )
- Elamca, C.A., empresa láctea.

Fincas Empresas Agropecuarias
- Agropecuaria el Privilegio, C.A.
- Servioxa, C.A.
- Agropecuaria Gilly, C.A.
- Agropecuaria Armaka, C.A.
- Hacienda Ticoporo, C.A.
- Agropecuaria el Desquite, C.A.
- Agropecuaria las 3S, C.A.
- Agropecuaria Rio Turbio, C.A.
- Hato Veguero, C.A.
- Agropecuaria Rugeni, C.A.
- Agropecuaria María Laura, C.A.
- Agropecuaria María Luisa, C.A.
- Agropecuaria La Providencia, C.A.
- Ganadería la Serrana, C.A.
- Agropecuaria Banco Largó, C.A.
- Agropecuaria Grano de Oro, C.A.
- Agropecuaria la Castellana, C.A.
- Rancho Lebruno, C.A.
- Agropecuaria María Antonia, C.A.
- Agropecuaria el Socorro, C.A.
- Agropecuaria Canaima, C.A.
- Agropecuaria la Ponderosa, C.A.
- Agropecuaria las Mercedes, C.A.
- Agropecuaria Lechozote, C.A.
- Agropecuaria Santa Marta, C.A.
- Agropecuaria Banco Largo, C.A.

 Mixtas 
- Matadero Pedro Pérez Delgado y Agropecuaria la Rosaliera, C.A.

Dirección: Troncal 5, vía nacional Barinas - San Cristóbal, Sector la Ye. Parroquia Ciudad Bolivia.

###### 2023-2025

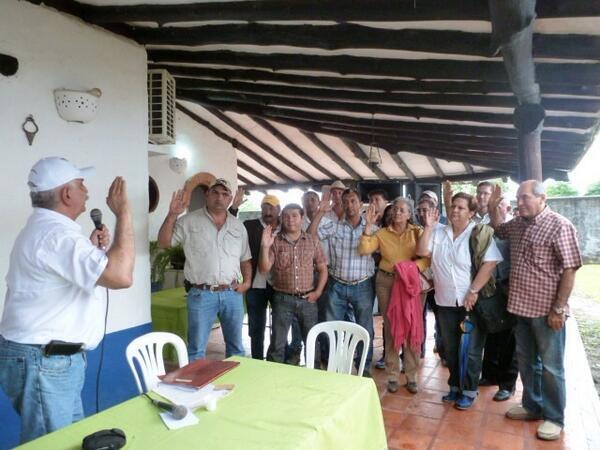
Juramentación Junta Directiva 2013

## Política

### Alcaldes
| Período     | Alcalde              | Partido político / Alianza | % de votos | Notas |
| ----------- | -------------------- | -------------------------- | ---------- | --- |
| 1989 - 1992 | Francisco Brizuela   | AD                         | 47,69      | Primer Alcalde bajo elecciones directas (Antes de la Aprobación de la aprobación de la Constitución de 1999)                       |
| 1992 - 1995 | Corcino Díaz         | COPEI                      | 39,49      | Segundo Alcalde bajo elecciones directas (Antes de la Aprobación de la aprobación de la Constitución de 1999)                      |
| 1995 - 2000 | Corcino Díaz         | COPEI                      | -          | Reelecto (se realizaron elecciones generales adelantadas en el 2000 debido a la aprobación de la Constitución de 1999)             |
| 2000 - 2004 | Frenchi Díaz         | Alianza Barinas 2000       | 38,32      | Tercer alcalde bajo elecciones directas (Primer Alcalde Electo luego de la Aprobación de la aprobación de la Constitución de 1999) |
| 2004 - 2008 | Frenchi Díaz         | MVR, FRUTOS                | 69,05      | Reelecto |
| 2008 - 2013 | Yusein Silva Alarcon | PSUV                       | 51,16      | Cuarto alcalde bajo elecciones directas (se postergan 1 año las elecciones municipales pautadas para finales del 2012)             |
| 2013 - 2017 | Alcides Molina       | PSUV                       | 51,02      | Quinto alcalde bajo elecciones directas                                                                                            |
| 2017 - 2021 | Alcides Molina       | PSUV                       | 51,06      | Reelecto |
| 2021 - 2025 | Frenchi Díaz         | MUD                        | 71,00      | Sexto alcalde bajo elecciones directas                                                                                             |
| 2025 - 2029 | Jessica Lalama       | PSUV                       |            | Séptima alcaldesa bajo elecciones directas, primera mujer Electa Alcaldesa en el Municipio.                                        |

### Concejales
Período 1989 - 1992
| Concejales:              | Partido político / Alianza |
| ------------------------ | -------------------------- |
| Ramon Castillo León      | AD                         |
| José Acevedo Méndez      | AD                         |
| José Celestino Moreno    | AD                         |
| Juan Ramón Romero        | COPEI                      |
| Elda Silva De Díaz       | COPEI                      |
| Hortencia Molina de Vega | COPEI                      |
| Frenchi Díaz             | ORA                        |

Período 1992 - 1995
| Concejales:           | Partido político / Alianza |
| --------------------- | -------------------------- |
| José Antonio Albarrán | COPEI                      |
| Hildemaro Baptiste    | COPEI                      |
| Eleuterio Guadrón     | COPEI                      |
| Luis Rodríguez        | COPEI                      |
| Carmen Orozco         | AD                         |
| Emilio Rivero         | AD                         |
| Frenchi Díaz          | ORA                        |

Período 1995 - 2000
| Concejales:           | Partido político / Alianza |
| --------------------- | -------------------------- |
| Victor Nadares        | COPEI                      |
| José Antonio Albarrán | COPEI                      |
| Fausto Guerrero       | COPEI                      |
| José Juan Basto       | COPEI                      |
| Carmen Orozco         | AD                         |
| Segundo Hernández     | AD                         |
| José Luis Sánchez     | AD                         |

Período 2000 - 2005
| Concejales:           | Partido político / Alianza |
| --------------------- | -------------------------- |
| Alcides Molina        | AB2000                     |
| Wilmer Mora           | AB2000                     |
| Jaspe Estobin         | AB2000                     |
| Abal Manríque         | AB2000                     |
| Darsy Soto            | MVR                        |
| Roberto Guillén       | MVR                        |
| José Celestino Moreno | AD                         |

Periodo 2005 - 2013
| Concejales:        | Partido político / Alianza |
| ------------------ | -------------------------- |
| Eder Bolivar Vega  | FRUTOS                     |
| Alcides Molina     | FRUTOS                     |
| Wilmer Mora        | FRUTOS                     |
| Jairo García       | FRUTOS                     |
| Cleto Mota Palmero | MVR                        |
| Belkis Piriachi    | MVR                        |
| Bernabe Rujano     | MVR                        |

Período 2013 - 2018
| Concejales      | Partido político / Alianza |
| --------------- | -------------------------- |
| Andrés Molina   | MUD                        |
| Joan Camacho    | MUD                        |
| José Castillo   | MUD                        |
| Sergio Espinoza | MUD                        |
| Rosa Martínez   | PSUV                       |
| Leida Marquez   | PSUV                       |
| Yorvi Terán     | PSUV                       |

Período 2018 - 2021
| Concejales          | Partido político / Alianza |
| ------------------- | -------------------------- |
| Yorvi Teran         | PSUV                       |
| Karen Mendez        | PSUV                       |
| Cesar Tejeda        | PSUV                       |
| Doris Molina        | PSUV                       |
| Jose Gregorio Venta | PSUV                       |
| Rosa Martinez       | PSUV                       |
| Felipe Llovera      | PSUV                       |

Período 2021 - 2025
| Período                        | Concejal | Partido político / Alianza |
| ------------------------------ | -------- | -------------------------- |
| 2021-2025                      |          |                            |
| Segundo Hernández              | MUD      |                            |
| María Antonieta Laborda        | MUD      |                            |
| Luis Andrés Molina             | MUD      |                            |
| Gaselys Montilla               | MUD      |                            |
| Migley La Cruz                 | MUD      |                            |
| Yexi Peña                      | MUD      |                            |
| Felipe Santiago Llovera Franco | PSUV     |                            |

Período 2025 - 2029
| Período                 | Concejal | Partido político / Alianza |
| ----------------------- | --- | -------------------------- |
| 2025-2029               | |                            |
| Marbelis Terán          | PSUV |                            |
| Mari Cordova            | PSUV |                            |
| Maribel Rangel          | PSUV |                            |
| Maryuri Moreno          | PSUV |                            |
| Jose Venta              | PSUV |                            |
| Maria Antonieta Laborda | UNT y Partidos Aliados: Acción Democrática, ALIANZA LAPIZ, Avanzada Progresista, FUERZA VECINAL, MIN UNIDAD, MOVED, PRIMERO JUSTICIA, MOVIMIENTO REPUBLICANO, Partido de la Reconciliación Nacional, VOLUNTAD POPULAR, Unión y Cambio, Unión Nacional Electoral, Partido Ecológico de Venezuela, Soluciones Para Venezuela, Venezuela Unidad, Primero Venezuela, El Cambio, Unidad Visión Venezuela, Cambiemos y COPEI. |                            |
| Yoryis Osuna Garrido    | UNT y Partidos Aliados: Acción Democrática, ALIANZA LAPIZ, Avanzada Progresista, FUERZA VECINAL, MIN UNIDAD, MOVED, PRIMERO JUSTICIA, MOVIMIENTO REPUBLICANO, Partido de la Reconciliación Nacional, VOLUNTAD POPULAR, Unión y Cambio, Unión Nacional Electoral, Partido Ecológico de Venezuela, Soluciones Para Venezuela, Venezuela Unidad, Primero Venezuela, El Cambio, Unidad Visión Venezuela, Cambiemos y COPEI. |                            |

Presidentes del Consejo Municipal
| Período     | Concejal                                                       | Partido político / Alianza         |
| ----------- | -------------------------------------------------------------- | ---------------------------------- |
| 2025-2026   | Marbelis Teran                                                 | PSUV                               |
| 2025-2025   | Antonieta Laborda                                              | MUD                                |
| 2024 - 2025 | Yexi Peña - Culmina periodo por Falta Absoluta del Presidente. | MUD                                |
| 2024-2025   | Segundo Hernández                                              | MUD                                |
| 2023-2024   | Gaselys Montilla                                               | MUD                                |
| 2022-2023   | Luis Molina                                                    | MUD                                |
| 2018-2022   | Yorvi Teran                                                    | PSUV                               |
| 2017-2018   | Yoryis Osuna                                                   | MUD                                |
| 2015-2017   | Luis Molina                                                    | MUD                                |
| 2014-2015   | Benito Castillo                                                | MUD                                |
| 2013-2014   | Sergio Espinoza                                                | MUD                                |
| 2000 - 2012 | Alcides Molina Contreras                                       | Alianza Barinas 2000, FRUTOS, MVR. |